# In Our Bones
In Our Bones es el álbum de estudio debut de la banda de pop rock y rock alternativo estadounidense Against the Current. El álbum fue publicado el 20 de mayo de 2016.

## Tour
The In Our Bones World Tour fue oficialmente anunciado a través de las redes sociales de la banda, aparte de su sitio web oficial. Comenzó el 6 de septiembre de 2016 en Seúl, Corea del Sur. La visita continuó por todas partes de Asia, Europa y América del Norte. La gira finaliza el 17 de marzo de 2017 en Londres, Inglaterra.

## Lista de canciones
Todas las letras escritas por Against the Current, toda la música compuesta por Against the Current. 
| N.º   | Título                         | Duración |  |
| 1.    | «Running with the Wild Things» | 3:43     |  |
| 2.    | «Forget Me Now»                | 3:01     |  |
| 3.    | «Chasing Ghosts»               | 3:30     |  |
| 4.    | «One More Weekend»             | 3:05     |  |
| 5.    | «In Our Bones»                 | 2:59     |  |
| 6.    | «Young & Relentless»           | 3:22     |  |
| 7.    | «Runaway»                      | 3:36     |  |
| 8.    | «Brighter»                     | 3:27     |  |
| 9.    | «Wasteland»                    | 3:25     |  |
| 10.   | «Blood Like Gasoline»          | 3:18     |  |
| 11.   | «Roses»                        | 3:38     |  |
| 12.   | «Demons»                       | 3:24     |  |
| 40:28 |                                |          |  |

| Edición japonesa |                   |          |  |
| N.º              | Título            | Duración |  |
| 13.              | «Steal the Night» | 3:04     |  |
| 14.              | «Zombie»          | 3:22     |  |

## Personal

### Against the Current
- Chrissy Costanza – vocalista principal, compositora
- Dan Gow – guitarrista principal, coros, compositor
- Will Ferri – Batería, teclado, compositor

## Rendimiento de gráfico
In Our Bones alcanzó el puesto 181 en Billboard. 15 en los EE. UU. Álbumes Alternativos Superiores, y en número 20 en los EE. UU. Álbumes de Rock Superior. En el Reino Unido, el álbum charted en número 28 en el gráfico de álbumes superior. Internacionalmente, el álbum ha también charted en Austria, Bélgica, Canadá, Francia, Alemania, y Suiza.

### Gráficos
| Alemania          | German Albums Chart      | 33 |
| Australia         | Australian Albums Chart  | 7  |
| Austria           | Austrian Albums Chart    | 16 |
| Bélgica (Flandes) | Belgian Albums Chart     | 27 |
| Canadá            | Canadian Albums Chart    | 1  |
| Dinamarca         | Danish Albums Chart      | 10 |
| Estados Unidos    | Billboard 200            | 3  |
| Estados Unidos    | Internet Albums          | 3  |
| Francia           | French Albums Chart      | 26 |
| Irlanda           | Irish Albums Chart       | 18 |
| Noruega           | Norwegian Albums Chart   | 22 |
| Nueva Zelanda     | New Zeland Albums Chart  | 10 |
| Países Bajos      | Netherlands Albums Chart | 71 |
| Reino Unido       | UK Albums Chart          | 22 |
| Suecia            | Swedish Albums Chart     | 46 |
| Suiza             | Swiss Albums Chart       | 21 |